# ثيوبالد شتاين
ثيوبالد شتاين (بالدنماركية: Th. Stein)‏ هو مصمم دنماركي، ولد في 7 فبراير 1829 في كوبنهاغن في الدنمارك، وتوفي بنفس المكان في 16 نوفمبر 1901.

## معرض صور

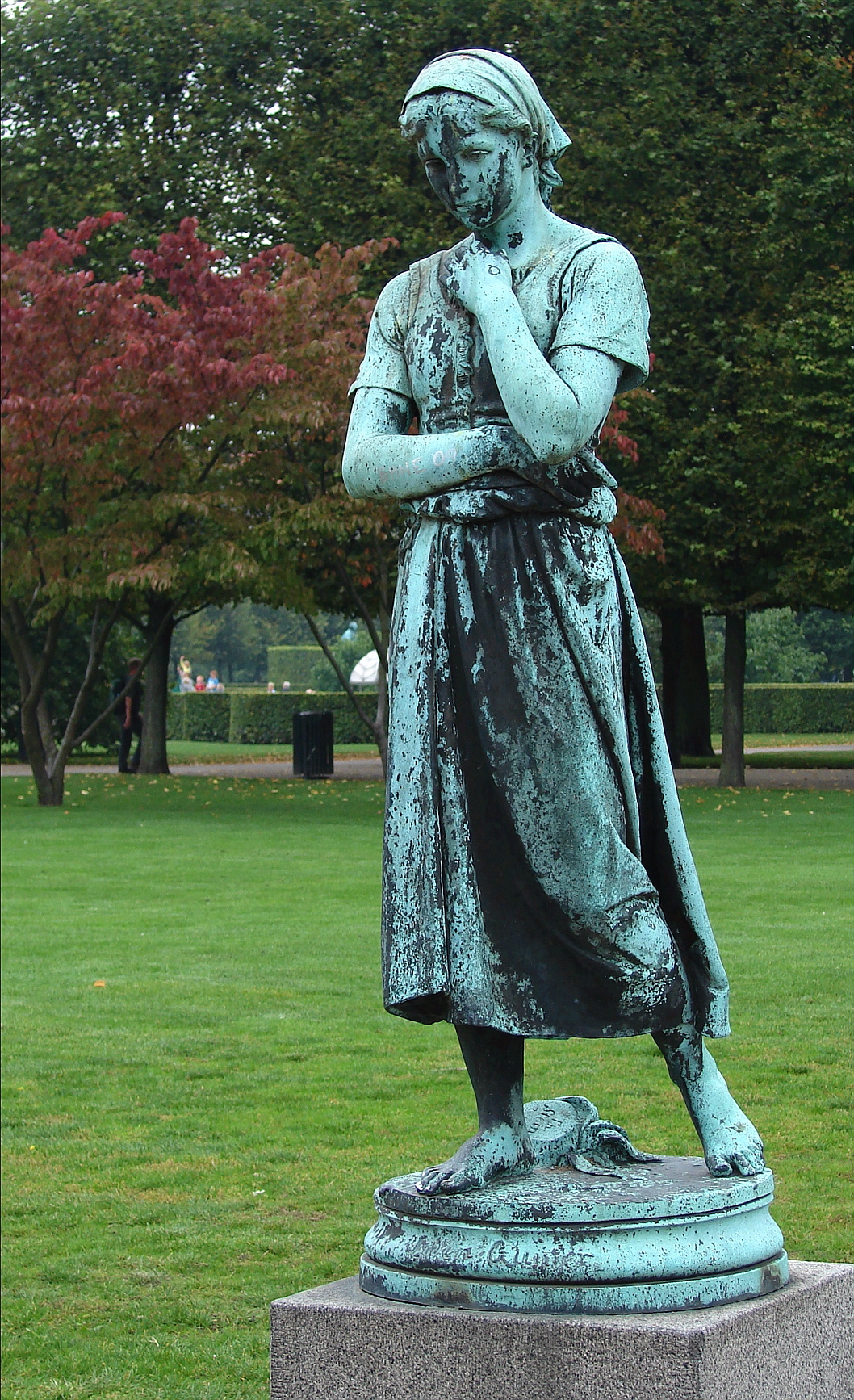
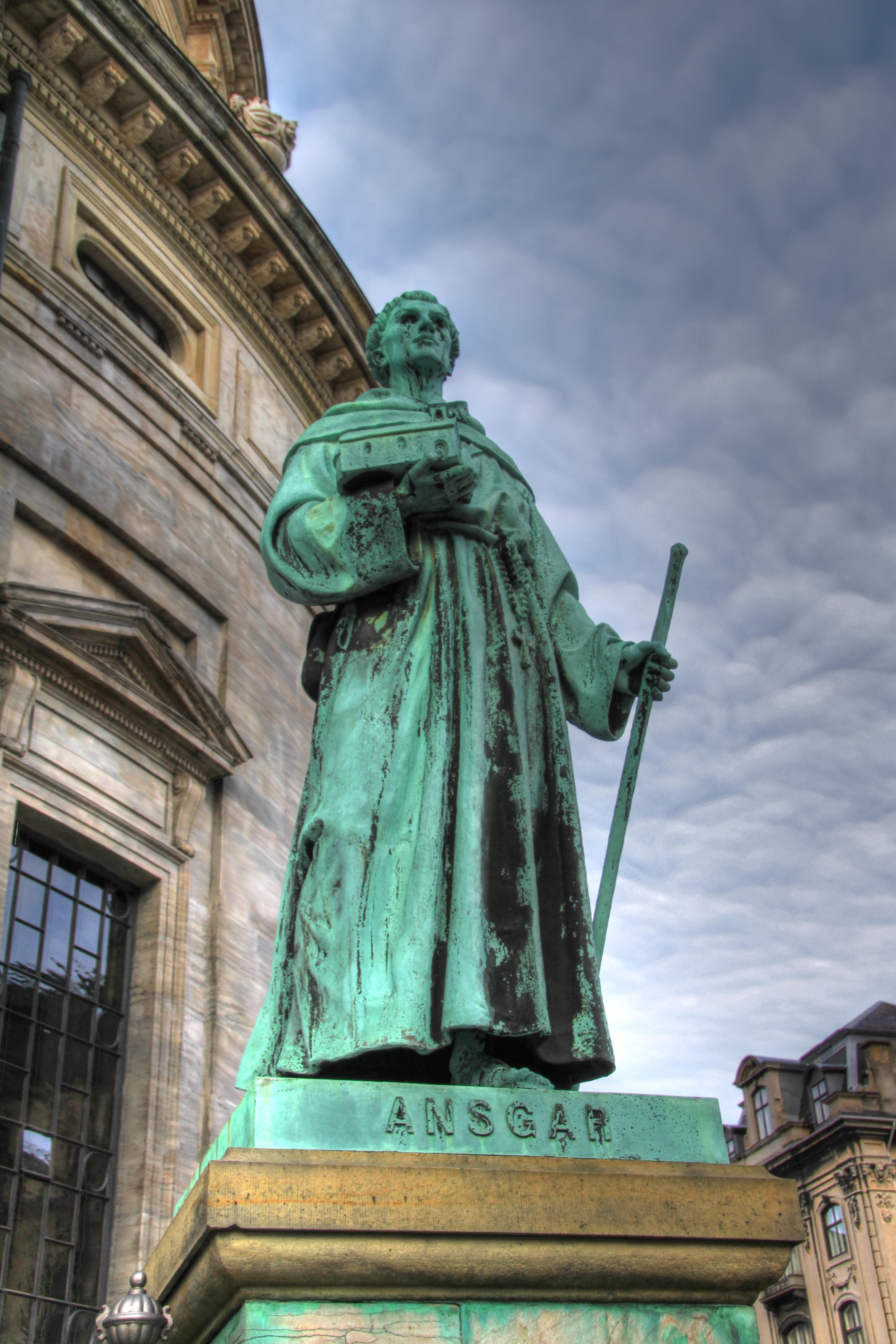
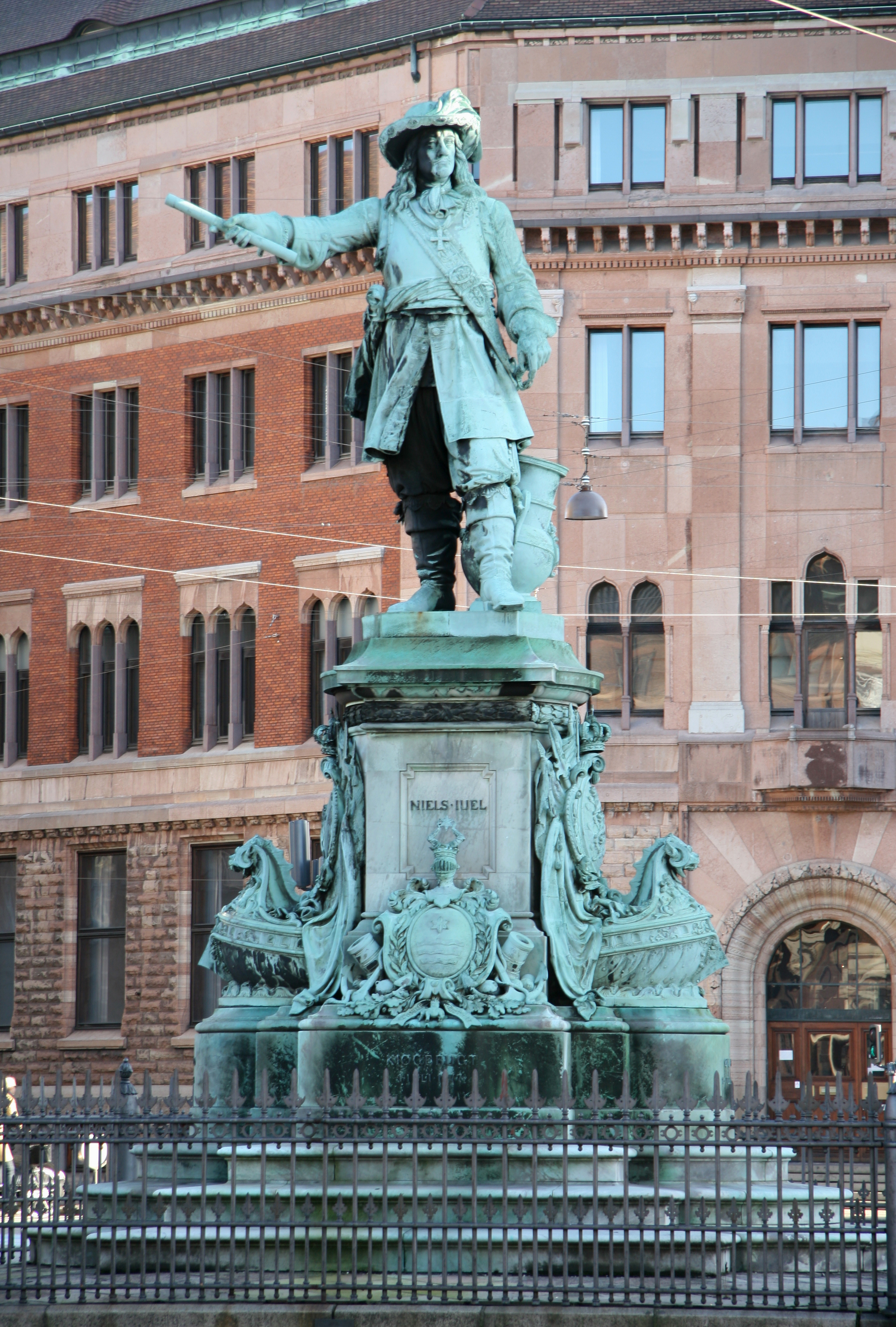
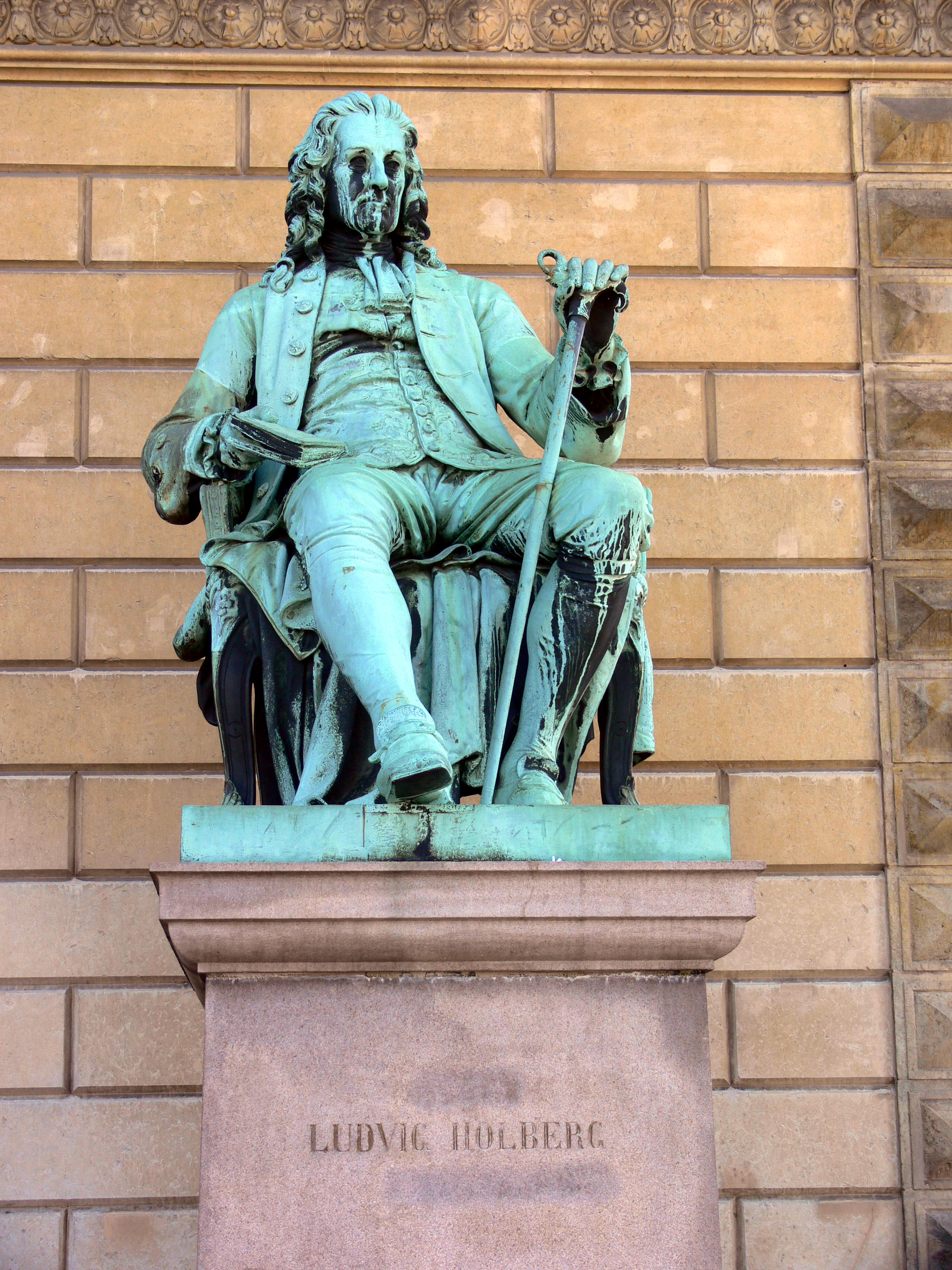